# Hartmut Bagger
Hartmut Bagger (ur. 17 lipca 1938 w Braniewie, zm. 26 stycznia 2024 w Meckenheim) – generał niemiecki w stanie spoczynku, od 1996 do 1999 Generalny Inspektor Bundeswehry.

## Życiorys
Urodził się 17 lipca 1938 w Braniewie (wówczas Braunsberg w Prusach Wschodnich). Po zdaniu matury, w 1958 r. wstąpił do Bundeswehry. Oprócz kształcenia zawodowego i uzyskania stopnia oficerskiego w jednostce piechoty zmechanizowanej odbył szkolenie dowódców kompanii w brytyjskiej szkole piechoty, a także ukończył dwunasty kurs szkolenia oficerów sztabu generalnego w Akademii Dowodzenia Bundeswehry. W 1975 roku studiował w Armed Forces Staff College w Norfolk (stan Wirginia – USA).
W początkowym okresie swojej kariery odbywał kolejno służbę jako dowódca plutonu, oficer łączności batalionu piechoty zmechanizowanej, opiekun-wychowawcy oraz ordynans w Szkole Oficerskiej w Hanowerze. Był dowódcą kompanii w 82. batalionie piechoty zmechanizowanej w Lüneburgu i po zakończeniu kształcenia na oficera sztabu generalnego został najpierw dowódcą oddziału logistycznego, a następnie oddziału operacyjnego w 18. brygadzie pancernej w Neumünster.
Jako młody porucznik został w 1973 r. docentem z dziedziny polityki militarnej w Akademii Dowodzenia w Hamburgu, a w 1976 r. przejął dowództwo 51. batalionu piechoty zmechanizowanej w Rothenburgu nad Fuldą. Następnie pełnił funkcję referenta w Federalnym Ministerstwie Obrony, zanim, jako szef sztabu 3. dywizji pancernej, awansowany został w 1980 r. do stopnia pułkownika. Będąc ponownie w Akademii Dowodzenia kierował grupą fachowców ds. polityki bezpieczeństwa, po czym w 1984 r. przejął dowodzenie 7. brygadą piechoty zmechanizowanej w Hamburgu-Fischbek. Po awansie do stopnia generała brygady w 1988 r. został szefem sztabu III Korpusu w Koblencji, a w 1990 r. został dowódcą 12 Dywizji Pancernej w Würzburgu.
1 kwietnia 1991 r. awansowany został do stopnia generała majora (Generalmajor). Rok później został zastępcą inspektora wojsk lądowych oraz został awansowany do stopnia generała porucznika (Generalleutnant). 21 marca 1993 r. objął urząd Inspektora Wojsk Lądowych.
Awansowany 8 lutego 1996 r. do stopnia generała, został jednocześnie mianowany Generalnym Inspektorem Bundeswehry; 31 marca 1999 przeszedł w stan spoczynku.

## Życie prywatne
Ojciec dyplomaty Thomasa Baggera.